# دراگانچتاتا
دراگانچتاتا (به بلغاری: Draganchetata) یک منطقهٔ مسکونی در بلغارستان است که در شهرستان گابروو واقع شده‌است.